# Franz Jakob Hermann

Kupferstich von 1787

Franz Jakob Hermann (auch Frantz Jacob; * 23. April 1717 in Solothurn; † 18. Dezember 1786 ebenda) war Schweizer römisch-katholischer Geistlicher, Bibliothekar und Heimatforscher.

## Leben
Hermann war Sohn eines aus dem Elsass eingewanderten Tischlers. Er wurde auf dem Jesuitenkolleg in Solothurn ausgebildet. 1740 erhielt er die Priesterweihe. Er wurde zunächst Kaplan, dann 1761 Kantor am St. Ursenstift. 1750 initiierte er die Gründung einer aus Patriziern und Bürgern zusammengesetzten Theatergesellschaft, mit der er diverse Stücke zur Aufführung brachte. Darunter im Juni 1755 das von ihm verfasste Drama. Er gehörte ausserdem 1761 zu den Gründern der Ökonomischen Gesellschaft von Solothurn, deren Sekretär er anschliessend war. Ab 1762 war er Mitglied der Helvetischen Gesellschaft und ab 1767 Teil deren leitenden Ausschusses. Er unternahm auch erste Versuche zur statistischen Erfassung des Kantons Solothurn. Diese scheiterten allerdings.
Hermanns grosses Verdienst war ausserdem 1763 die Gründung der Stadtbibliothek von Solothurn. Er stiftete dazu seine eigene Bibliothek als Grundlage und trug aus der Stadt verschiedenste Schriften zusammen. Zudem bemühte er sich um weitere Bücherspenden und baute eine Münz- und Medaillensammlung auf. Bis zu seinem Tod war er dort als Bibliothekar tätig.
Hermann war Ehrenmitglied der Physikalischen Gesellschaft von Zürich, der Antiquarischen Gesellschaft Kassel sowie der Akademie von Metz. Darüber hinaus soll er auch eine Form der Anerkennung aus St. Petersburg erhalten haben.

## Publikationen
- Das Groß-Müthig- und Befreyte Solothurn: Ein Traur-Spiel In Fünf Abbandlungen, Schärzer, Solothurn 1755.
- Vaterländischen Geschichte der Stadt und Landschaft Solothurn (unter verschiedenen Überschriften und zum Teil ohne Namensnennung), in: Neuer Schreib-Kalender, Solothurn 1778–1780 und  Neuer Kalender, Solothurn 1781–1788.
- Eine von ihm zusammengestellte Geschichte der Reformation, posthum, in: Neuer Kalender, Solothurn 1789–1793.